# Туробин
Туробин, або Туробін (пол. Turobin) — місто в Польщі, у гміні Туробин Білгорайського повіту Люблінського воєводства. Населення — 983 особи (2011). З 1 січня 2024 року має статус міста (доти мав протягом 1420-1870 років).

## Положення
Туробин лежить на межі Холмщини та Люблинщини, на шляху з Люблина на Перемишль.

## Історія
Вперше згадується у 1389 році, коли польський король Ягайло надав Туробин з довколишніми селами у власність Дмитрові з Горая, підскарбію короля Людовика.
Туробин згадується в 1420 році в грамоті польського короля Ягайла як місто «Руської землі», у якому діє «руське право». Тоді ж Туробину надано міське право. 1561 року вперше згадується православна церква в Туробині. У 1570—1580 роках у місті нетривалий час існувала протестантська громада, заснована Гуркою. У XVII столітті Туробин належав до ординації Томаша Замойського.
У липні 1657 року під час походу Антона Ждановича та семигородського князя Ракоці біля Туробина табором зупинялося козацьке і семигородське військо.
У часи перебування у складі Російської імперії, Туробин належав до гміни Туробін Красноставського повіту Люблинської губернії.

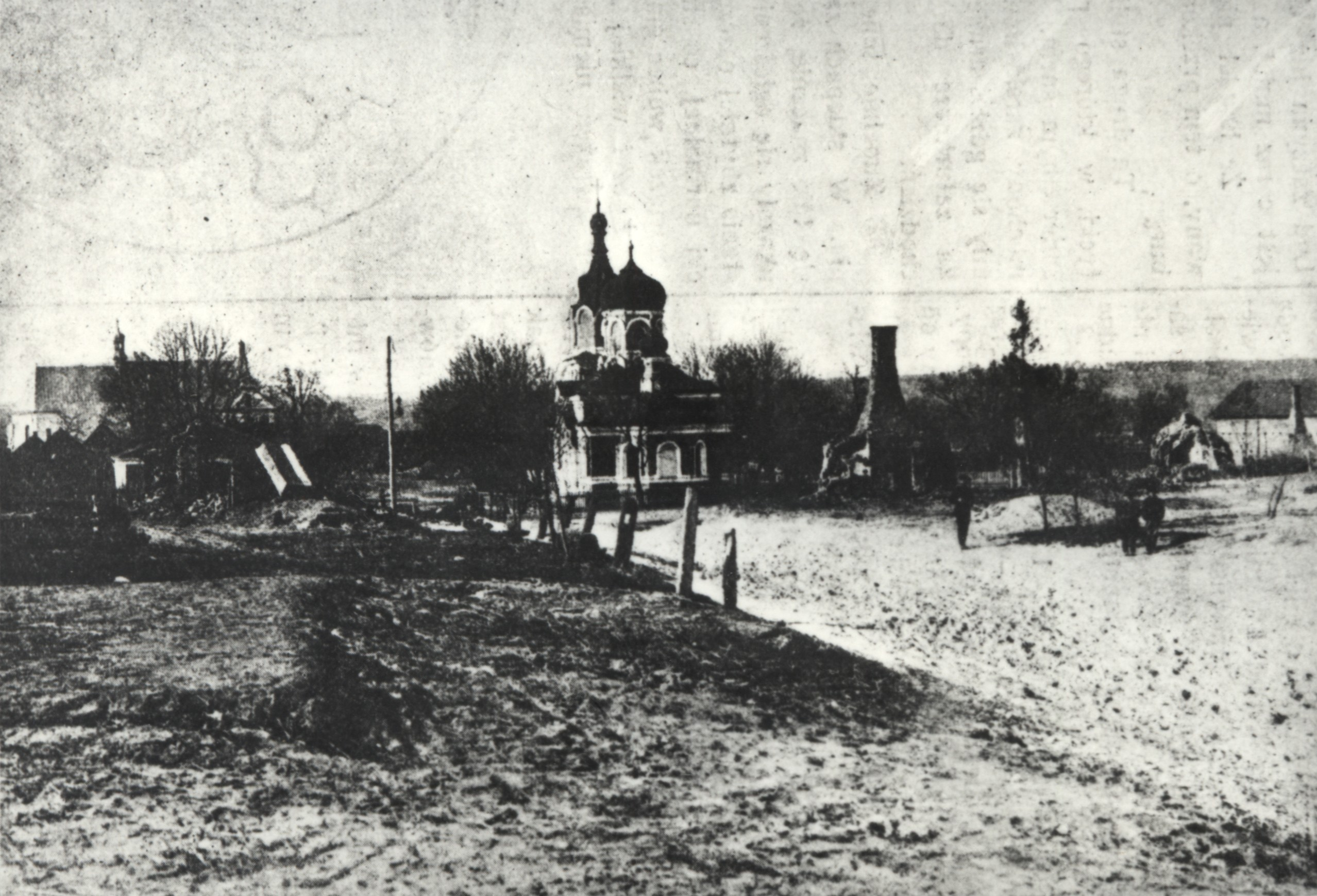
Туробин, 1915 рік

У 1827 році в селі було 344 доми та 2026 жителів. 1882 року в Туробині зведено православну церкву. У 1883 році в селі налічувалося 366 будинків (з них 15 мурованих) та 3949 мешканців (з них 1548 євреїв).
Наприкінці XIX століття в Туробині була мурована церква, парафіяльний мурований костел, синагога, молитовний дім, дім для інвалідів, початкова школа, 7 єврейських хедерів, аптека, гмінна управа.
У 1928—1932 роках польська влада в рамках великої акції руйнування українських храмів на Холмщині і Підляшші знищила місцеву православну церкву 1882 року. За іншими даними вона була зруйнована у 1938 році.

## Населення
Демографічна структура станом на 31 березня 2011 року:
|          | Загалом | Допрацездатний вік | Працездатний вік | Постпрацездатний вік |
| -------- | ------- | ------------------ | ---------------- | -------------------- |
| Чоловіки | 477     | 71                 | 347              | 59                   |
| Жінки    | 506     | 86                 | 272              | 148                  |
| Разом    | 983     | 157                | 619              | 207                  |

## Особистості

### Народилися
- Іван Туробинський Рутенець (1511—1575) — вчений-правознавець, професор права і ректор Краківського університету, латиномовний поет доби Відродження.